# Eddie Slovik
Edward Donald Slovik (18. února 1920 – 31. ledna 1945) byl voják armády Spojených států amerických během druhé světové války a jediný voják, který byl od americké občanské války postaven před vojenský soud a popraven za dezerci. Ačkoli během druhé světové války bylo za dezerci odsouzeno více než 21 000 amerických vojáků, včetně 49 trestů smrti, Slovikův rozsudek smrti byl jediný, který byl vykonán.